# Pristimantis muricatus
Espèce
Synonymes
- Eleutherodactylus muricatus Lynch & Miyata, 1980

Statut de conservation UICN

 VU B1ab(iii) : Vulnérable
Pristimantis muricatus est une espèce d'amphibiens de la famille des Craugastoridae.

## Répartition
Cette espèce est endémique de la province de Pichincha en Équateur. Elle se rencontre entre 800 et 1 380 m d'altitude sur le versant Ouest de la cordillère Occidentale.

## Description
Les mâles mesurent de 31,8 à 40,7 mm et la femelle 46,3 mm.

## Publication originale
- Lynch & Miyata, 1980 : Two new species of Eleutherodactylus (Amphibia: Leptodactylidae) from the lowlands and lower cloud forests of western Ecuador. Breviora, no 457, p. 1-12 (texte intégral).